# Opazovanje avtov
Opazovalec avtov je oseba, ki se amatersko zelo zanima za opazovanje avtov, ki je opazovanje ali fotografiranje zanimivih, starih, redkih, spremenjenih ali eksotičnih superavtov na javnih cestah. Opazovalce avtov zasledimo po celem svetu.
Opazovalec avtov lahko zabeleži svoje "ulove" na internetnem forumu, kot so ExoticSpotter  & Autogespot ,  ali na razne skupine na Facebooku.
Opazovalci avtov se lahko najdejo v velikih, zdravih mestih in območjih, kot so London, Pariz, Milano, Dubaj, Ženeva, Monako, Japonska, New York, Miami, Beverly Hills in Greenwich, kjer so eksotični avti najpogostejši.
Opazovalci avtov po navadi s sabo nosijo DSLR kamero in se zanašajo na družbena omrežja, ki jih usmerijo na najbližji "ulov".